# Til Gardeniers-Berendsen
Mathilde Hubertine Maria Francisca (Til) Gardeniers-Berendsen (ur. 18 lutego 1925 w Rotterdamie, zm. 22 października 2019 w Hadze) – holenderska polityk, deputowana, w latach 1977–1982 minister.

## Życiorys
Kształciła się w liceum dla dziewcząt w Rotterdamie. Od 1941 pracowała jako sekretarka. Była zatrudniona w państwowym przedsiębiorstwie telegraficznym, a później jako sekretarz zarządu i kierownik działu w fabryce tekstyliów. Od 1950 przez około dwadzieścia lat nie pracowała zawodowo. Zaangażowała się w działalność polityczną w ramach Katolickiej Partii Ludowej, z którą w 1980 dołączyła do Apelu Chrześcijańsko-Demokratycznego. W latach 1971–1977, w 1981 oraz od 1982 do 1983 wykonywała mandat posłanki do Tweede Kamer.
Wchodziła w skład trzech rządów Driesa van Agta. Od grudnia 1977 do września 1981 sprawowała urząd ministra kultury, wypoczynku i pracy socjalnej, następnie do listopada 1982 pełniła funkcję ministra zdrowia i środowiska. Od października do listopada 1982 wykonywała też obowiązki ministra kultury, wypoczynku i pracy socjalnej (z uwagi na chorobę kierującego resortem Hansa de Boera). W latach 1983–1995 była członkinią Rady Stanu, instytucji konsultującej projekty aktów prawnych.

## Odznaczenia
- Order Oranje-Nassau II klasy (1982)[2]